# Jugo de cereza
El jugo o zumo de cereza es el jugo extraído de cerezas (Prunus). Se consume como bebida y se usa como ingrediente en diversos alimentos, procesados y otras bebidas. También se comercializa como un suplemento de salud. Se produce exprimiendo las cerezas en caliente o en frío, recogiendo el jugo y luego filtrándolo y pasteurizándolo.

## Uso

### Como alimento

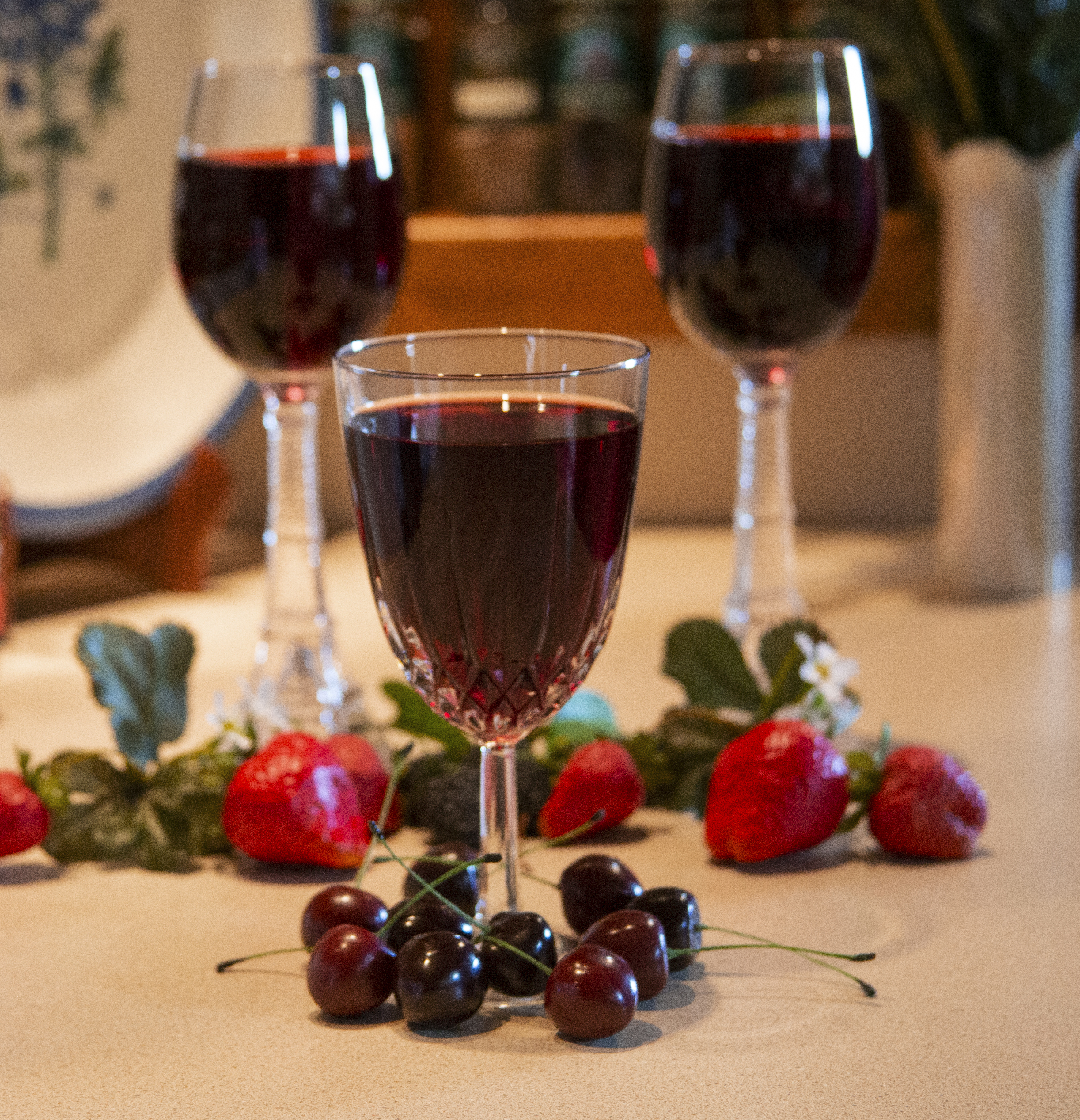
Vasos de Montmorency zumo de cereza

El jugo de cereza es un alimento producido en masa que se consume como bebida y se usa como ingrediente en varios alimentos, procesados y bebidas. A veces se usa como ingrediente en el helado de cereza y en el relleno de tarta de cerezas. También se usa como ingrediente en brandy de cereza y cherry bounce. La gelatina de cereza también se produce con el jugo. El concentrado de jugo de cereza es utilizado por los fabricantes de alimentos en la producción de mezclas de jugo de frutas. El jugo de cereza de la cereza Montmorency se usa para producir esencia de cereza, que los fabricantes de alimentos usan como concentrado de sabor.

### En bebidas alcohólicas
El brandy de frutas de Kirsch a veces se produce a través de la destilación de jugo de cereza fermentado. A veces, el jugo de cereza también se usa como ingrediente para la cerveza. Por ejemplo, la cerveza de cereza de Samuel Smith Old Brewery contiene 17% de jugo de cereza orgánico, y Three Floyds Brewing produce su Battle of Charro II Imperial Brett IPA usando jugo de cereza como ingrediente. La sidra de cereza también ha sido elaborada por algunas compañías que usan jugo de cereza. El jugo de cereza endulzado a veces se usa en la producción de kriek lambic, un estilo de cerveza de cereza distintivamente ácido de Bélgica.

### Como suplemento dietético
El jugo de cereza Montmorency se produce como un suplemento dietético y se fabrica como un concentrado y en cápsulas como un polvo liofilizado.
El jugo de la cereza Montmorency es una rica fuente de antocianinas y flavonoides. Algunos estudios han sugerido que consumir el jugo de la cereza Montmorency puede promover la «recuperación muscular después del ejercicio intenso». Una revisión literaria de 2019 descubrió que si bien el jugo de cereza agrio «puede no ser óptimo durante la etapa de adaptación / desarrollo del entrenamiento», puede ser beneficioso para los atletas entrenados que ya están en condiciones óptimas y que buscan mejorar la recuperación de la inflamación y el estrés oxidativo resultante de un intenso entrenamiento diario o competencia. Una revisión sistemática encontró que el efecto del jugo de cereza en el dolor muscular fue insignificante.
Se han hecho afirmaciones de que el jugo de cereza puede ser útil para mejorar el sueño de las personas con insomnio, pero no hay buena evidencia para respaldar estas afirmaciones.

## Producción comercial
La producción comercial de jugo de cereza a gran escala se produce típicamente mediante un método de extracción en caliente o en frío.
La extracción en caliente implica calentar las cerezas, presionarlas y luego filtrarlo para eliminar los sólidos. El jugo de cereza prensado en caliente generalmente tiene una coloración más profunda en comparación con el producido mediante extracción en frío. El calentamiento de la fruta también sirve para evitar que el jugo se dore, porque el calentamiento detiene las acciones enzimáticas naturales que ocurren cuando la fruta se macera.
La extracción en frío implica primero quitar los hoyos de las cerezas frescas y luego presionarlos y recoger el jugo. Luego, el jugo se calienta para matar microorganismos, detener la actividad enzimática y solidificar las partículas. Al igual que con el jugo extraído en caliente, el jugo extraído en frío también suele filtrarse. El jugo de cereza extraído en frío tiene una mayor semejanza con el sabor de las cerezas frescas, y su coloración es más clara en comparación con el jugo extraído en caliente.
Las cerezas congeladas a veces se usan, lo que permite la creación de un jugo que tiene el sabor a cereza del jugo extraído en frío y una coloración más profunda como la producida por extracción en caliente.
El ácido ascórbico a veces se agrega como un estabilizador de color antes de presionar las cerezas. El jugo generalmente se filtra y se clarifica antes de ser empaquetado, y se utiliza típicamente la pasteurización o la pasteurización relámpago. A veces se procesa como un concentrado congelado. El concentrado comercial de jugo de cereza se envía en contenedores a granel a los fabricantes de alimentos y en contenedores más pequeños, del tamaño del consumidor para ventas minoristas.
En los Estados Unidos, el jugo de cereza se produce principalmente enWisconsin. Se producen más cantidades por minuto en los estados de Nueva York, Pensilvania y Colorado en los EE. UU.

### Producción
El jugo de cereza puro tiene un sabor fuerte y puede tener una alta acidez, por lo que cuando se produce comercialmente como un producto de bebida, a veces se diluye con agua para hacerlo más sabroso. A veces se agrega jarabe o azúcar al producto cuando se produce como bebida. Las mezclas de jugos prensados en caliente y prensados en frío a veces se usan en la producción de bebidas de jugo de cereza, lo que permite un producto que tiene una coloración y sabor deseables para los consumidores. El jugo de cereza también se produce como un producto de bebida carbonatada.

## Historia
Heródoto observa que los argipeos consumían jugo de cereza, a veces mezclado con leche. El jugo de cereza también fue bebido por los antiguos romanos.
A finales del siglo XIX, el jugo de cereza no se producía en los Estados Unidos y se importaba de Alemania. El jugo importado fue utilizado por empresas mayoristas de licores y drogas, así como por productores de refrescos. Las compañías farmacéuticas generalmente usaban el jugo para producir jarabes para el agua de soda, y las compañías de licores lo usaban para producir brandy de cereza, rebote de cereza y licores. El jugo de cereza importado por Alemania fue fortificado con alcohol para evitar que el jugo fermente, lo que lo estropearía. Durante este tiempo, el jugo producido en Magdeburgo, Alemania a partir de cerezas negras cultivadas en el área, se exportaba típicamente a los EE. UU.

## Bebidas similares
- Cheribundi, empresa productora de jugo de cereza y derivados.
- Cherryade, bebida carbonatada de cereza
- Cherry cola, bebida de cola y cereza carbonatada
- Cherry Smash, bebida carbonatada de cereza

## Lectura complementaria
- Howatson, G. (December 2012). «Effect of tart cherry juice (Prunus cerasus) on melatonin levels and enhanced sleep quality». European Journal of Nutrition (National Center for Biotechnology Information) 51 (8): 909-16. PMID 22038497. doi:10.1007/s00394-011-0263-7.
- Carson, Cindy Alberts (February 2015). «Tart Cherry Juice as a Treatment for Peripheral Neuropathy». Integrative Medicine: A Clinician's Journal 14 (1): 48-49. PMC 4566454.
- Shahidi, F.; Alasalvar, C. (2016). «Chapter 14: Cherry Juice». Handbook of Functional Beverages and Human Health. Nutraceutical Science and Technology. CRC Press. pp. 175-185. ISBN 978-1-4665-9642-9. Consultado el 10 de marzo de 2019.
- KC, Vitale (July–August 2017). «Tart Cherry Juice in Athletes: A Literature Review and Commentary». Current Sports Medicine Reports 16 (4): 230-239. PMID 28696985. doi:10.1249/JSR.0000000000000385.
- Noble, Breana (5 de noviembre de 2018). «Michigan tart-cherry growers win symbolic trade fight». Detroit News. Consultado el 9 de marzo de 2019.
- Atherton, Matt (1 de diciembre de 2018). «the fruit juice you should drink to prevent deadly hypertension». Express.co.uk. Consultado el 9 de marzo de 2019.

- Datos: Q62030277